# Ilhas Virgens Neerlandesas
```
   |-
       |
Erro:
:  
valor não especificado para "
nome_comum
"
```

Ilhas Virgens Neerlandesas, ou Ilhas Virgens Holandesas, é o nome coletivo dos enclaves que a Companhia Neerlandesa das Índias Ocidentais tinham nas Ilhas Virgens. A área foi governada por um diretor, cujo sede não era permanente. A principal razão para iniciar uma colônia nas ilhas era que ela ficava estrategicamente entre as colônias neerlandesas no sul: Índias Ocidentais Neerlandesas, Guiana Neerlandesa e Novos Países Baixos. A Companhia Neerlandesa das Índias Ocidentais foi afetada principalmente pela concorrência de Dinamarca, Inglaterra e Espanha. Em 1680, as ilhas restantes tornaram-se uma colônia do Reino Unido.

## Ilhas
- Santa Cruz: Esta foi a primeira ilha fortificada em 1625, que foi o mesmo ano em que a Grã-Bretanha queria estabelecer-se lá também. Os franceses protestantes se juntaram aos neerlandeses. Durante este período, os neerlandeses ocuparam o lado leste da ilha, e os britânicos o oeste. Em 1650, a fortaleza foi abandonada depois de um conflito com os ingleses. Os colonos neerlandeses se estabeleceram em Santo Eustáquio. Os britânicos perderam a ilha nesse ano para a Espanha.
- Tortola: Em 1648, foi estabelecido um posto bem-sucedido na ilha. Em 1665, um pequeno grupo de colonos neerlandeses e escravos africanos foram transportados para a ilha para cultivar cana. A Inglaterra conquistou a ilha no ano de 1672.
- Anegada: Nessa ilha havia um posto até 1680. Depois disso, a ilha tornou-se uma possessão britânica.
- São Tomás: A ilha foi colonizada desde 1657, e foi conquistada pela Dinamarca no ano de 1666.
- Virgen Gorda: Foi estabelecido um posto nessa ilha em 1628. Em 1680, foi adquirido pelos britânicos.

## Remanescentes da ocupação holandesa
Até meados do século XX, houve uma língua crioula neerlandesa falada nas ilhas, o negerhollands, especialmente por pessoas cujos antepassados eram escravos, e aqueles que tinham trabalhado nas plantações neerlandesas. Existem ainda algumas ruínas daquela época, e a ilha Jost Van Dyke foi nomeada devido ao pirata neerlandês.